# Habenaria disparilis
Habenaria disparilis är en orkidéart som beskrevs av Victor Samuel Summerhayes. Habenaria disparilis ingår i släktet Habenaria och familjen orkidéer. Inga underarter finns listade i Catalogue of Life.